# ムランジェ山森林保護区
ムランジェ山森林保護区（Mulanje Mountain Forest Reserve）は、1927年に設立されたマラウイの保護区である。ムランジェ山保全トラストにより管理されている。2000年に生物圏保護区に指定された。

## 地理的背景
ムランジェ山は、閃長岩や石英閃長岩、花崗岩といった岩石から構成されており、およそ500km²の山塊から形成されている。
山の周辺は海抜600m-700mの平野であり、人口密集地域となっている。ムランジェ山は、この平野の中に急激な傾斜を持ってそそり立ち、海抜1800-1900mである斜面の上には盆地が形成されている。なお、山頂はサピータピーク（Sapitwa Peak）と呼ばれる地点で標高が3002mであり、マラウイ国内およびアフリカ南中部における最高峰となっている。
ムランジェ山の高い海抜やその地形学的構造から、この地域では11月から4月にかけて高い降雨量が観測されるような独特の気候が見られる。この特徴的な気候により生物の高多様性が育まれ、希少種や固有種が数多く存在するユニークな生態系が発展している。

## 動物相および植物相
ムランジェ山固有の植物であるWiddringtonia whytei （ウィドリントニア属の樹木） は激しい伐採により絶滅の危機にあるが、保護区内には貴重なこの植物が自生している。また、その他の植物や動物に関しても数多くの固有種が生息しており、具体的にはノドジロムジヒタキやムナジロムジヒタキ、ホオスジアオヒヨなどの鳥類、様々なチョウ、ミニマヒメカメレオン、ヤモリ科、トカゲ科、サエズリガエル科の仲間のほか、手足を持たない珍しい"burrowing skink"などが知られている。
近年、ムランジェ山森林保護区の周囲の土地環境は、近年の人口の増加によって脅かされており、農地の開墾や薪の採集を目的とした森の伐採や、外来種であるメキシカンパインやヒマラヤンラズベリーの侵食といった問題が生じている。

## 参考資料
- Mulanje Mountain Biosphere Reserve